# مسجد كامبونج بينوتان
مسجد كامبونج بينوتان يقع المسجد في منطقة كامبونج بينوتان، والتي تقع على بعد حوالي تسعة وثلاثين كيلومتر من بيكان توتونج في بروناي، تم البدء في بناء المسجد في الرابع من شهر يونيو من عام 1996، على موقع أرض مساحتها 0.62 فدان، واكتمل البناء في الحادي والثلاثين من شهر أكتوبر من عام 1996، مع نفقات قدرها 375،000.00 دولار .
تبلغ قدرة مسجد كامبونج بينوتان الاستيعابية حوالي 200 مصلي في وقت واحد.